# Kourchim
Kourchim (en kazakh : Күршім) est une ville de l'oblys du Kazakhstan-Oriental au Kazakhstan.

## Géographie
Kourchim est le centre administratif du District de Kourchim.
La ville est traversée par la rivière Kourtchoum et au nord du lac Zaïssan.
La ville est traversée par la route menant de Altyn Kala à Surulen qui donne accès à l'autoroute M38.
Fin 1989, un tremblement de terre a détruit l'hôpital de Kourchim.

## Démographie
La population est de 8490 habitants en 2009.